# Kirche Marisfeld
Kirche Marisfeld este o arie protejată (arie specială de conservare — SAC, sit de importanță comunitară — SCI) din Germania întinsă pe o suprafață de 0,01 ha, integral pe uscat.

## Localizare
Centrul sitului Kirche Marisfeld este situat la coordonatele 50°33′25″N 10°34′24″E / 50.5569°N 10.5733°E.

## Înființare
Situl Kirche Marisfeld a fost declarat sit de importanță comunitară în iunie 2004 pentru a proteja 1 specie de animale. Situl a fost protejat și ca arie specială de conservare în iulie 2008.

## Biodiversitate
Situată în ecoregiunea continentală, aria protejată nu include niciun habitat protejat.
La baza desemnării sitului se află o specie protejată de  mamifere: liliac comun (Myotis myotis)
Pe lângă speciile protejate, pe teritoriul sitului au mai fost identificate 1 specie de mamifere.